# Nazionale femminile under 17 di calcio della Corea del Sud
La nazionale Under-17 di calcio femminile della Corea del Sud è la rappresentativa calcistica femminile internazionale della Corea del Sud formata da giocatrici al di sotto dei 17 anni, gestita dalla Federazione calcistica della Corea del Sud.
Come membro dell'Asian Football Confederation (AFC) partecipa al campionato mondiale FIFA Under-17; non è previsto un campionato continentale in quanto il torneo è riservato a formazioni Under-16, tuttavia i risultati ottenuti nel campionato asiatico di categoria sono utilizzati per accedere al mondiale con una squadra Under-17.
Ha vinto l'edizione di Trinidad e Tobago 2010 del Campionato mondiale femminile di calcio di categoria, corrispondente alla seconda edizione nella storia della manifestazione.

## Partecipazioni ai tornei internazionali

### Piazzamenti ai Mondiali Under-17
- 2008: Quarti di finale
- 2010: Campione
- 2012: Non qualificata
- 2014: Non qualificata
- 2016: Non qualificata
- 2018: Fase a gironi
- 2022: Non qualificata
- 2024: Fase a gironi

### Piazzamenti al Campionato asiatico femminile under 16 di calcio
- 2005: Quarto posto
- 2007: Terzo posto
- 2009: Campione
- 2011: Quarto posto
- 2013: Fase a gironi
- 2015: Fase a gironi
- 2017: Secondo posto
- 2019: Fase a gironi
- 2024: Terzo posto